# 愛の季節 (アルバム)
『愛の季節』（原題：In the Nick of Time）は、アメリカ合衆国の歌手ニコレット・ラーソンが1979年に発表した2作目のスタジオ・アルバム。

## 背景
「ハートの痛手」と「フォーレン」はローレン・ウッドが書き下ろした曲で、これら2曲はウッドのソロ・アルバム『キャット・トリック』（1981年）でも再録音された。「トラブル」はリトル・フィートがアルバム『セイリン・シューズ』（1972年）で発表した曲のカヴァーで、本作ではヴァン・ダイク・パークスがピアノ伴奏を務めた。なお、本作の大部分の曲にはリトル・フィートのポール・バレアとビル・ペインが参加しており、後に再結成リトル・フィートのメンバーとなるフレッド・タケットも「ダンシン・ジョーンズ」でギターを弾いている。

## 反響・評価
アメリカのBillboard 200では前作『愛しのニコレット』ほどの成功を収められず、1979年12月8日付のチャートで最高47位を記録するにとどまった。また、マイケル・マクドナルドとのデュエット曲「愛にさよならを」は、Billboard Hot 100で35位に達し、ラーソンにとって2作目にして最後の全米トップ40シングルとなった。
ジェイムズ・クリスペルはオールミュージックにおいて5点満点中3点を付け「『愛の季節』はニコレット・ラーソンのデビュー作よりもずっと洗練されている」「確かに彼女は、デビュー作がヒットしたアーティストにありがちな、恐るべき『2年目のジンクス』に陥っていないが、『愛の季節』には以前ラーソンが見せた溢れんばかりの魅力はない」と評している。

## 収録曲
1. ダンシン・ジョーンズ - "Dancin' Jones" (Jerry Leiber, Mike Stoller, John Sembello, Ralph Dino) - 3:19
2. 愛の季節 - "Just in the Nick of Time" (Nicolette Larson, Ted Templeman, Lauren Wood) - 3:24
3. 愛にさよならを - "Let Me Go, Love" (Michael McDonald, B.J. Cook Foster) - 3:49
4. リオ・デジャネイロ・ブルー - "Rio de Janeiro Blue" (Richard Torrance, John Haeny) - 3:50
5. ハートの痛手 - "Breaking Too Many Hearts" (L. Wood) - 3:34
6. 私の腕の中へ - "Back in My Arms" (Holland–Dozier–Holland) - 3:50
7. フォーレン - "Fallen" (L. Wood) - 3:23
8. ダディ - "Daddy" (Bobby Troup) - 3:24
9. イズント・イット・オールウェイズ・ラヴ - "Isn't It Always Love" (Karla Bonoff) - 3:04
10. トラブル - "Trouble" (Lowell George) - 2:29

## 参加ミュージシャン
- ニコレット・ラーソン - リード・ボーカル、バッキング・ボーカル
- マイケル・マクドナルド - リード・ボーカル(on #3)、キーボード(on #6)
- ポール・バレア - ギター(on #1, #2, #4, #5, #6, #7, #8, #9)、ギタレレ(on #3)
- フレッド・タケット - ギター(on #1)
- ロニー・モントローズ - ギター・ソロ(on #2)
- マイケル・オマーティアン - キーボード(on #1, #7)
- ビル・ペイン - キーボード(on #2, #3, #4, #5, #8, #9)
- ヴァン・ダイク・パークス - ピアノ(on #10)
- ボブ・グラウブ - ベース(#10を除く全曲)
- リック・シュロッサー - ドラムス(#10を除く全曲)
- ヴィクター・フェルドマン - マリンバ(on #9)
- ボビー・ラカインド - コンガ(#10を除く全曲)、バッキング・ボーカル(on #6)
- テッド・テンプルマン - パーカッション(#10を除く全曲)、バッキング・ボーカル(on #1, #2, #4, #7, #8)、キーボード(on #6)
- ジム・ホーン - サクソフォーン・ソロ(on #1, #5, #6)
- リー・ソーンバーグ - トランペット・ソロ(on #8)
- メンフィス・ホーンズ - ホーン・セクション(on #1, #4)
- ジミー・ハスケル - ストリングス・アレンジ(on #3, #4, #5, #6, #7, #9)、ホーン・アレンジ(on #3, #6, #9)
- ジェリー・ジュモンヴィル - ホーン・アレンジ(on #5, #8)
- トム・ジョンストン - バッキング・ボーカル(on #1)
- ローズマリー・バトラー - バッキング・ボーカル(on #5, #6)
- チャラ・ペニー - バッキング・ボーカル(on #5)